# Álvaro Reyes Abad
Álvaro Reyes Abad (Palencia, 29 de abril de 1997) es un jugador de baloncesto español, que ocupa la posición de alero. Actualmente milita en la Agrupación Deportiva Cantbasket 04 de la Liga EBA. Su padre Miguel Ángel Reyes Sanguino y su hermano Alejandro Reyes Abad también han sido jugadores de baloncesto.

## Biografía
Reyes se formó en la cantera del Joventut de Badalona, donde jugó en categoría junior hasta el año 2014, donde formaría parte de la Canarias Basketball Academy.
Más tarde, en la temporada 2015-16 firmaría con el Club Deportivo Maristas Palencia, con el que disputaría 7 partidos en Liga LEB Oro.
En la temporada 2016-17, el alero se marcha a la NCAA para formar parte de la Universidad de Metro State Roadrunners, en la que estaría durante dos temporadas.
En 2018, se compromete por el Club Baloncesto Ciudad de Valladolid de la Liga LEB Oro.

## Clubes
- Club Deportivo Maristas Palencia (2015-2016)
- Metro State Roadrunners (2016-2018)
- Club Baloncesto Ciudad de Valladolid (2018-)